# Habitam Alemu
Pour les articles homonymes, voir Alemu.
Habitam Alemu (née le 9 juillet 1997) est une athlète éthiopienne, spécialiste des courses de demi-fond.

## Biographie
Éliminée dès les séries du 800 m lors des championnats du monde 2015, à Pékin, Habitam Alemu se classe quatrième des Jeux africains se déroulant en septembre 2015 à Brazzaville.
En 2016, elle atteint la finale des championnats du monde en salle à Portland, terminant sixième et dernière de la course. En mai 2016, elle descend pour la première fois de sa carrière sous les deux minutes sur 800 m en établissant le temps de 1 min 59 s 14 lors du meeting de Doha.
Le 13 février 2018, à Liévin, elle court en 1 min 59 s 69 pour remporter la course et égaler la meilleure performance mondiale de l'année de Laura Muir. Le 20 juillet 2018, elle termine 5e du Meeting Herculis de Monaco en 1 min 56 s 71, nouveau record d’Éthiopie.
En 2021, aux Jeux Olympiques de Tokyo, elle finit sixième avec un temps de 1 min 57 s 56.

## Palmarès
| Date | Compétition                    | Lieu             | Résultat | Épreuve | Temps         |
| ---- | ------------------------------ | ---------------- | -------- | ------- | ------------- |
| 2015 | Jeux africains                 | Brazzaville      | 4e       | 800 m   | 2 min 2 s 29  |
| 2016 | Championnats du monde en salle | Portland         | 6e       | 800 m   | 2 min 4 s 61  |
| 2017 | Ligue de diamant               | Ligue de diamant | 4e       | 800 m   | 1 min 57 s 05 |
| 2018 | Championnats du monde en salle | Birmingham       | 4e       | 800 m   | 2 min 01 s 10 |
| 2018 | Championnats d'Afrique         | Asaba            | 3e       | 800 m   | 1 min 58 s 86 |
| 2018 | Ligue de diamant               | Ligue de diamant | 4e       | 800 m   | 1 min 58 s 63 |
| 2021 | Jeux olympiques                | Tokyo            | 6e       | 800 m   | 1 min 57 s 56 |
| 2022 | Championnats du monde en salle | Belgrade         | 7e       | 800 m   | 2 min 03 s 37 |
| 2024 | Championnats du monde en salle | Glasgow          | 5e       | 800 m   | 2 min 3 s 89  |

## Records
| Épreuve | Épreuve      | Temps              | Lieu   | Date            |
| ------- | ------------ | ------------------ | ------ | --------------- |
| 800 m   |              | 1 min 56 s 71 (NR) | Monaco | 20 juillet 2018 |
| 800 m   | Piste courte | 1 min 57 s 86      | Toruń  | 6 février 2024  |